# Grundsund
Ska ej blandas ihop med Norra Grundsund eller Grundsunda.
För fartyget, se HMS Grundsund (15).

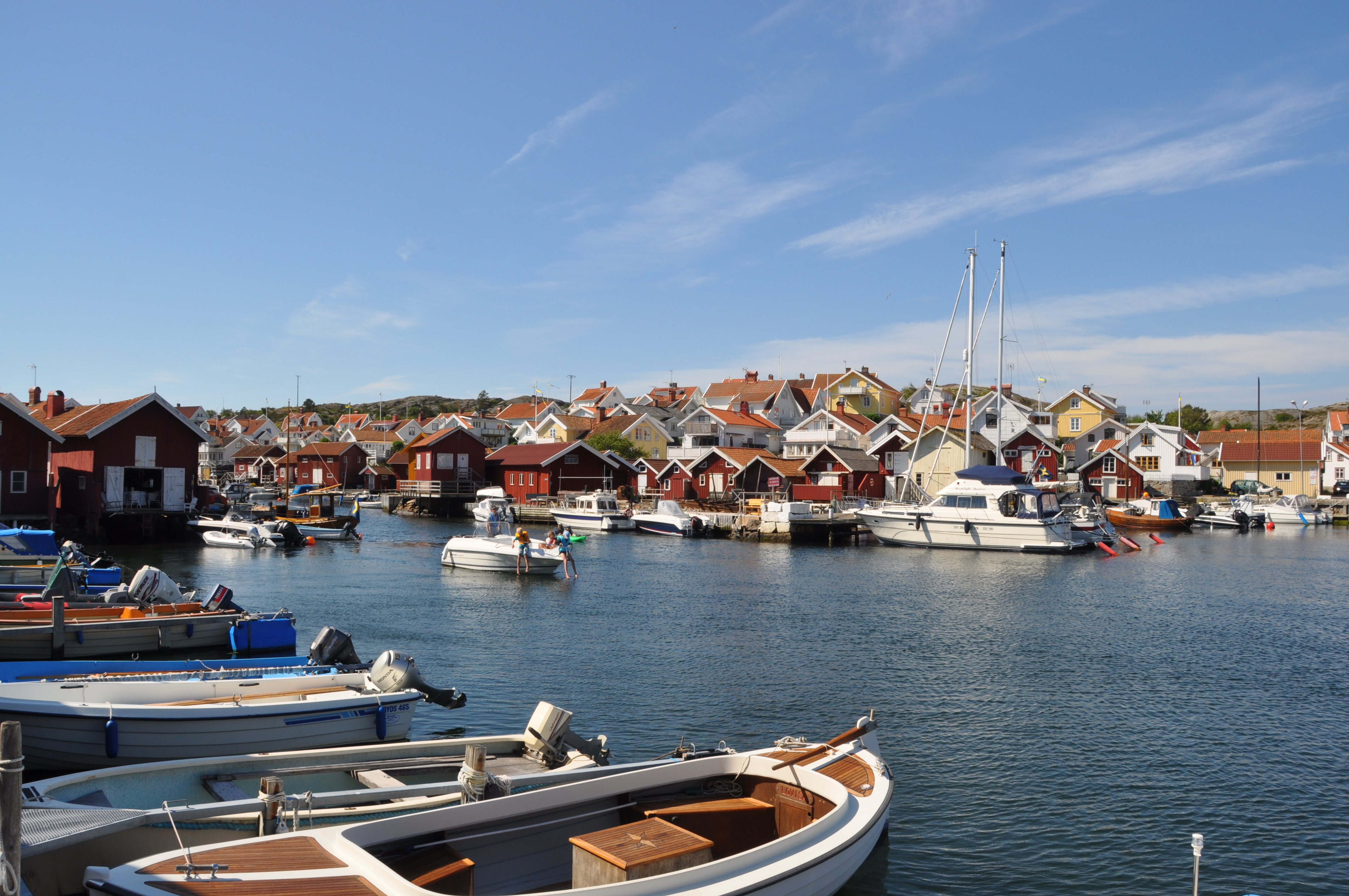
Grundsunds hamn

Grundsund är en tätort i Lysekils kommun. Den är belägen i mellersta Bohusläns yttre kustband, 25 km söder om kommuncentret Lysekil via färja (sju kilometer fågelvägen).

## Historik

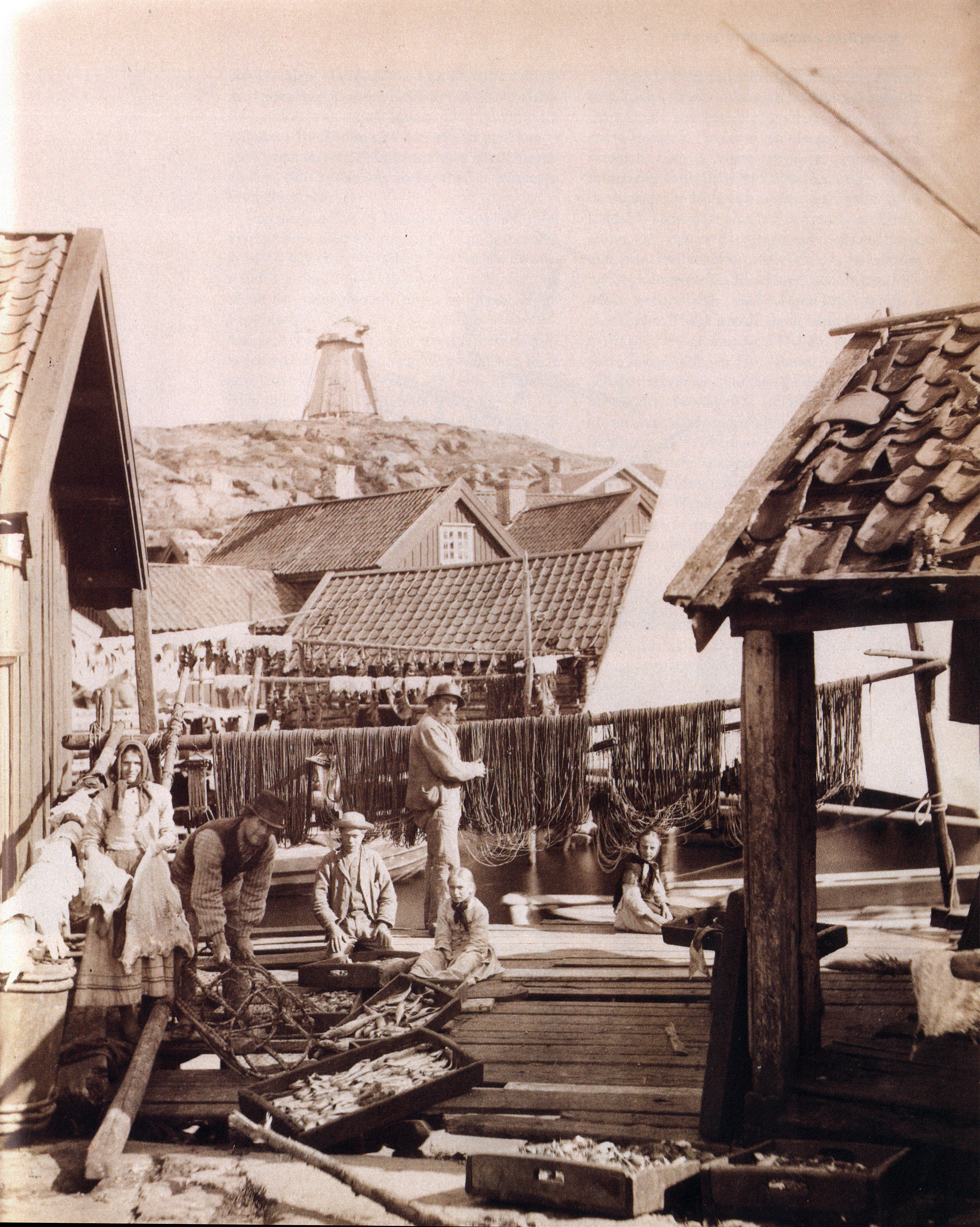
Grundsund omkring 1890.

Samhället är uppbyggt dels på Skaftölandet, dels på Ösö, och är uppkallat efter det grunda sund, nu kallat Grundsunds kanal, som skiljer dessa öar från varandra. Det har anor åtminstone från 1600-talet som fiskeläge men det var först i samband med de stora sillperioderna som bebyggelsen ökade. 
Det goda fisket ledde till en blomstringsperiod under 1800-talet och gjorde Grundsund till ett stort fiskeläge. Det förvandlades aldrig till badort och skepparsamhälle på samma sätt som skedde i Fiskebäckskil, utan istället medförde 1900-talet viss industrietablering på orten, bland annat tillverkning av regnkläder och konservindustri.
Många fiskekuttrar köptes från England och med dessa fiskades makrill i början på 1900-talet. I Bovik fanns en konservfabrik som gjorde konserver med makrill i tomatsås.
Grundsund är kyrkby i Grundsunds socken och ingick efter kommunreformen 1862 i Grundsunds landskommun. I denna inrättades 29 januari 1886 Grundsunds municipalsamhälle, vilket upplöstes 31 december 1951 samtidigt som landskommunen och orten uppgick i Skaftö landskommun. Grundsunds församling uppgick redan 1 maj 1888 i Skaftö församling. 

### Grundsunds kyrka

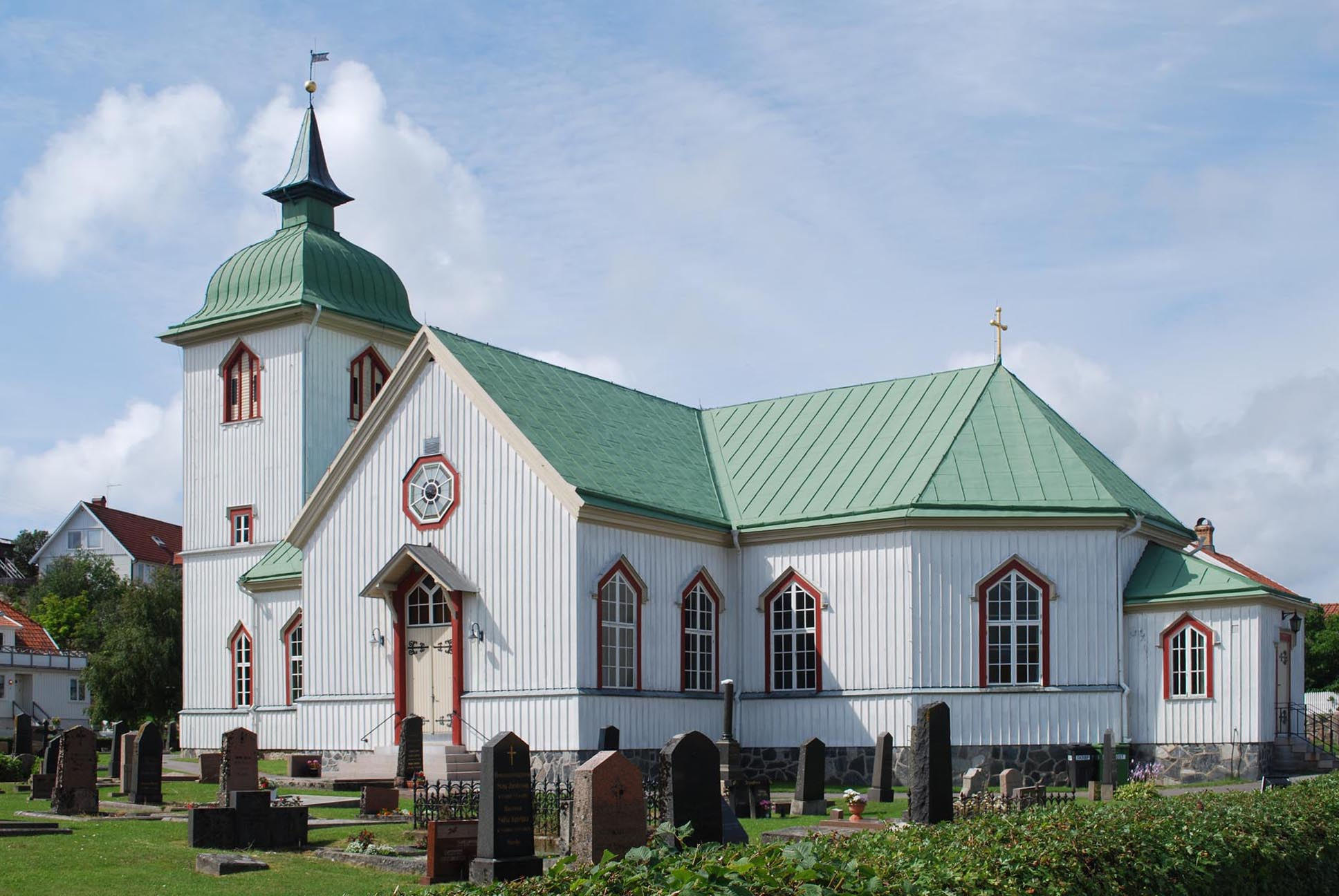
Grundsunds kyrka

Grundsunds fiskeläge hade under 1700-talets sista hälft vuxit mycket och mer än 400 personer bodde där. Eftersom moderskyrkan var Morlanda kyrka på Orust, och resan runt Islandsberg och över Ellösfjorden ibland kunde vara besvärlig, fanns behovet av en egen kyrka.
Pengar för att bygga en kyrka saknades. Det här var under sillfiskets glansdagar och ett vadfiskelag bestämde sig för att göra ett kast efter sill och skänka vinsten till en grundplåt för kyrkbygget.
Tillstånd att få bygga ett kapell beviljades av Kungl. Maj:t i februari 1798. Man kunde inviga det lilla rödmålade kapellet den 5 oktober, den fjärde Böndagen, år 1799. Dopfunten, timglasstativet och den lilla nummertavlan som står i kyrkan idag är bevarade från det rödmålade kapellet. År 1818 tillkom ett torn och en kyrkklocka. Tidigare hade man använt sig av en skeppsklocka.
År 1893 hade samhället växt till 1100 personer. Det behövdes en större kyrka och kapellet byggdes då om till en korskyrka med 700 sittplatser, dagens Grundsunds kyrka. Det installerades en 11-stämmig piporgel och en ny predikstol med snidade figurer av Jesus och de fyra evangelisterna. Den gamla altartavlan föreställande Korsfästelsen och Kristi Himmelsfärd, målad av Samuel Orup i Rågårdsvik 1814, ersattes av den kända gipsstatyn föreställande Jesus av Bertel Thorvaldsen.

### Befolkningsutveckling
| Befolkningsutvecklingen i Grundsund                                                          | Befolkningsutvecklingen i Grundsund | Befolkningsutvecklingen i Grundsund | Befolkningsutvecklingen i Grundsund | Befolkningsutvecklingen i Grundsund |
| -------------------------------------------------------------------------------------------- | ----------------------------------- | ----------------------------------- | ----------------------------------- | ----------------------------------- |
|                                                                                              |                                     |                                     |                                     |                                     |
| År                                                                                           |                                     |                                     | Invånare                            |                                     |
| 1810                                                                                         | 1810                                |                                     | 379                                 | 379                                 |
| 1820                                                                                         | 1820                                |                                     | 466                                 | 466                                 |
| 1830                                                                                         | 1830                                |                                     | 535                                 | 535                                 |
| 1840                                                                                         | 1840                                |                                     | 473                                 | 473                                 |
| 1850                                                                                         | 1850                                |                                     | 555                                 | 555                                 |
| 1860                                                                                         | 1860                                |                                     | 567                                 | 567                                 |
| 1870                                                                                         | 1870                                |                                     | 628                                 | 628                                 |
| 1880                                                                                         | 1880                                |                                     | 800                                 | 800                                 |
| 1890                                                                                         | 1890                                |                                     | 965                                 | 965                                 |
| 1900                                                                                         | 1900                                |                                     | 1 036                               | 1 036                               |
| 1910                                                                                         | 1910                                |                                     | 1 093                               | 1 093                               |
| 1920                                                                                         | 1920                                |                                     | 1 212                               | 1 212                               |
| 1930                                                                                         | 1930                                |                                     | 1 141                               | 1 141                               |
| 1940                                                                                         | 1940                                |                                     | 976                                 | 976                                 |
| 1950                                                                                         | 1950                                |                                     | 983                                 | 983                                 |
| 1960                                                                                         | 1960                                |                                     | 862                                 | 862                                 |
| 1970                                                                                         | 1970                                |                                     | 774                                 | 774                                 |
| 1980                                                                                         | 1980                                |                                     | 762                                 | 762                                 |
| 1990                                                                                         | 1990                                |                                     | 813                                 | 813                                 |
| 2000                                                                                         | 2000                                |                                     | 737                                 | 737                                 |
| 2010                                                                                         | 2010                                |                                     | 627                                 | 627                                 |
| 2015                                                                                         | 2015                                |                                     | 647                                 | 647                                 |
| 2020                                                                                         | 2020                                |                                     | 637                                 | 637                                 |
| Källor: Tabellverket SCB - Folk- och bostadsräkningarna 1860-1990 SCB - Tätorter 1960 - 2010 |                                     |                                     |                                     |                                     |

## Byggnader

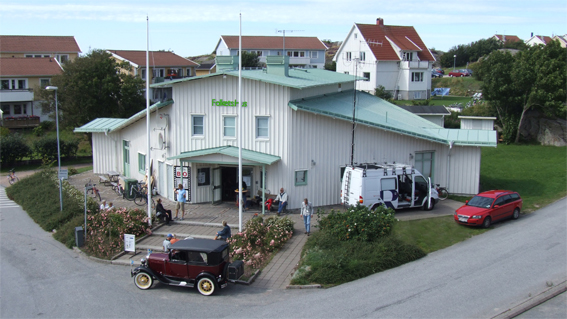
Skaftö folketshus

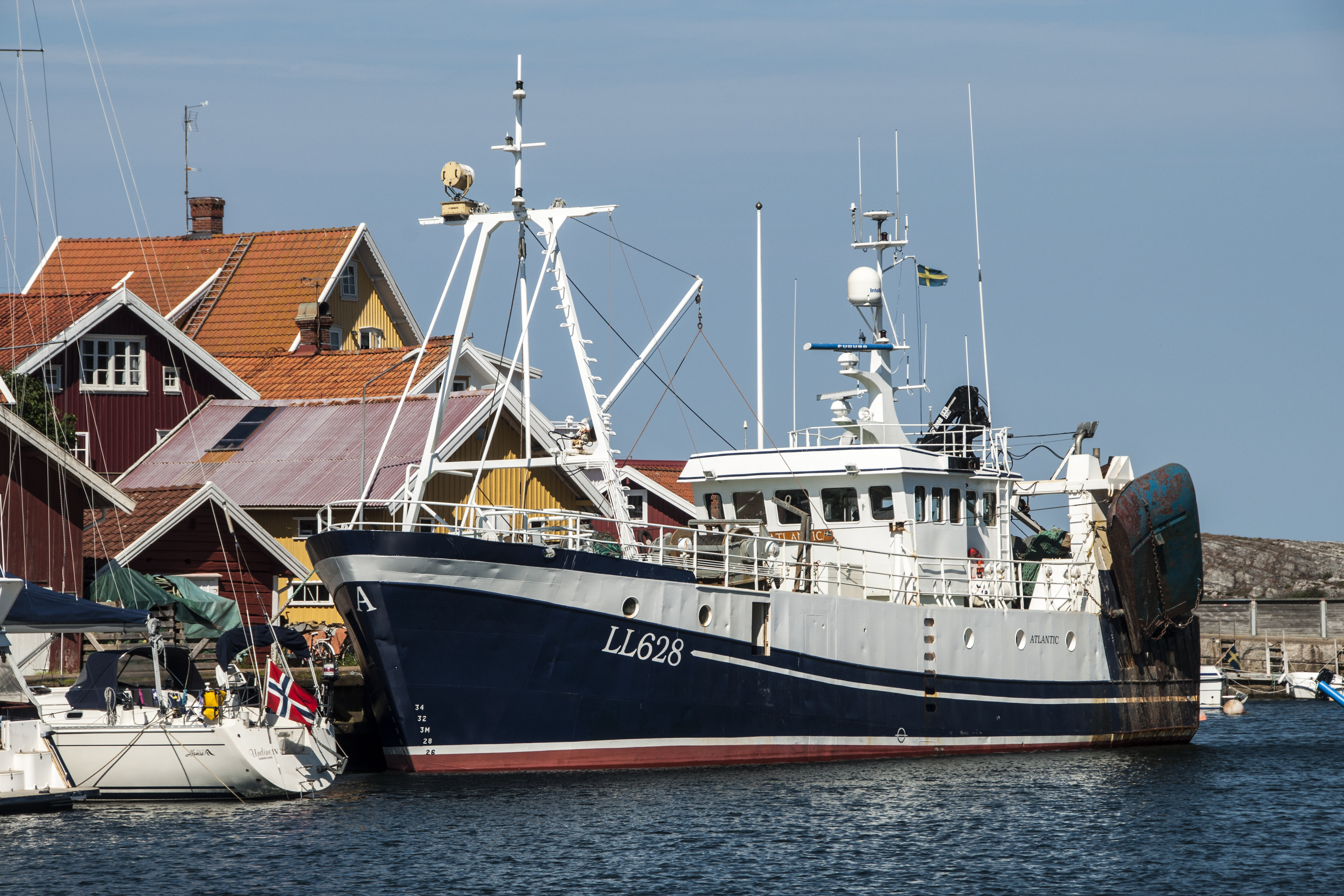
Fiskefartyget Atlantic V i hemmahamn

På orten ligger Skaftö Folkets Hus. Det nya huset uppfördes 1988 med stöd från Boverket, efter att de gamla föreningslokalerna från 1925 och 1952 rivits.

## Grundsund i TV
Tv-serien Saltön är till stora delar inspelad i Grundsund. Seriens första säsong visades 2005, vilket drog turister till området. År 2015 kom beskedet att en fjärde säsong skulle spelas in och under hösten började inspelningen på plats i Grundsund. Den fjärde säsongen hade premiär 2016.